# Cantone di Fanjeaux
Il Cantone di Fanjeaux era una divisione amministrativa dell'arrondissement di Carcassonne.
A seguito della riforma approvata con decreto del 21 febbraio 2014, che ha avuto attuazione dopo le elezioni dipartimentali del 2015, è stato soppresso.

## Composizione
Comprendeva i comuni di:
- Bram
- La Cassaigne
- Cazalrenoux
- Fanjeaux
- Fonters-du-Razès
- La Force
- Gaja-la-Selve
- Generville
- Laurac
- Orsans
- Plavilla
- Ribouisse
- Saint-Gaudéric
- Saint-Julien-de-Briola
- Villasavary
- Villesiscle